# 第一次シュレージエン戦争
第一次シュレージエン戦争（だいいちじシュレージエンせんそう、ドイツ語: Erster Schlesischer Krieg）は、1740年から1742年にかけてシュレージエンの帰属を巡って行われたプロイセンとオーストリアの戦争。オーストリア継承戦争を構成する戦役の一つで、18世紀中期に戦われた一連のシュレージエン戦争の始まりである。訳の違いからシレジア戦争とも呼ばれるが、本項では「シレジア」は「シュレージエン」に統一している。
主戦場はシュレージエンのほか、モラヴィアとボヘミア（ボヘミア王冠領）も含まれる。プロイセンは開戦事由に数世紀前からのシュレージエンの一部への領土主張を挙げたが、戦争勃発にはレアルポリティークと地政戦略上の影響もみられる。女性であるマリア・テレジアがハプスブルク帝国（オーストリア）を継承することに異議を唱えられたため、プロイセンがザクセン選帝侯領やバイエルン選帝侯領を出し抜いて勢力を増す機会となった。
戦争は1740年末にプロイセンがオーストリア領シュレージエンに侵攻したことで始まり、1742年のベルリン条約で終結を告げた。ベルリン条約により、プロイセンはシュレージエンの大半とボヘミアの一部を奪取したが、一方でオーストリア継承戦争は終結せず、わずか2年後にはプロイセン・オーストリア間の紛争が再発し第二次シュレージエン戦争が勃発した。大国オーストリアと比べて小国であるプロイセンがオーストリアに打ち勝ったことにより普墺角逐が始まり、以降1世紀以上のドイツ史に大きな影響を与えることとなった。

## 背景
ブランデンブルク辺境伯領に隣接するハプスブルク帝国（オーストリア）領シュレージエンは18世紀初頭には人口の多く、経済も繁栄した地域になっていたが、ブランデンブルク辺境伯領とプロイセン王国（ブランデンブルク＝プロイセン）を統治するホーエンツォレルン家はシュレージエン領内にある諸公国への領有権を主張していた。シュレージエンには税収、工業生産、兵士といった資源の価値のほか、地政戦略的にも重要性を有した。すなわち、オーデル川上流の渓谷はブランデンブルク、ボヘミア、モラヴィア間の進軍を容易にしているため、それらの地域を領有する国は隣国への脅威になる。また、シュレージエンが神聖ローマ帝国の北東部辺境にあたるため、シュレージエンを領有する国はポーランドとロシアのドイツに対する影響力を制限する力をも有することになる。

### ブランデンブルク＝プロイセンの領有権主張

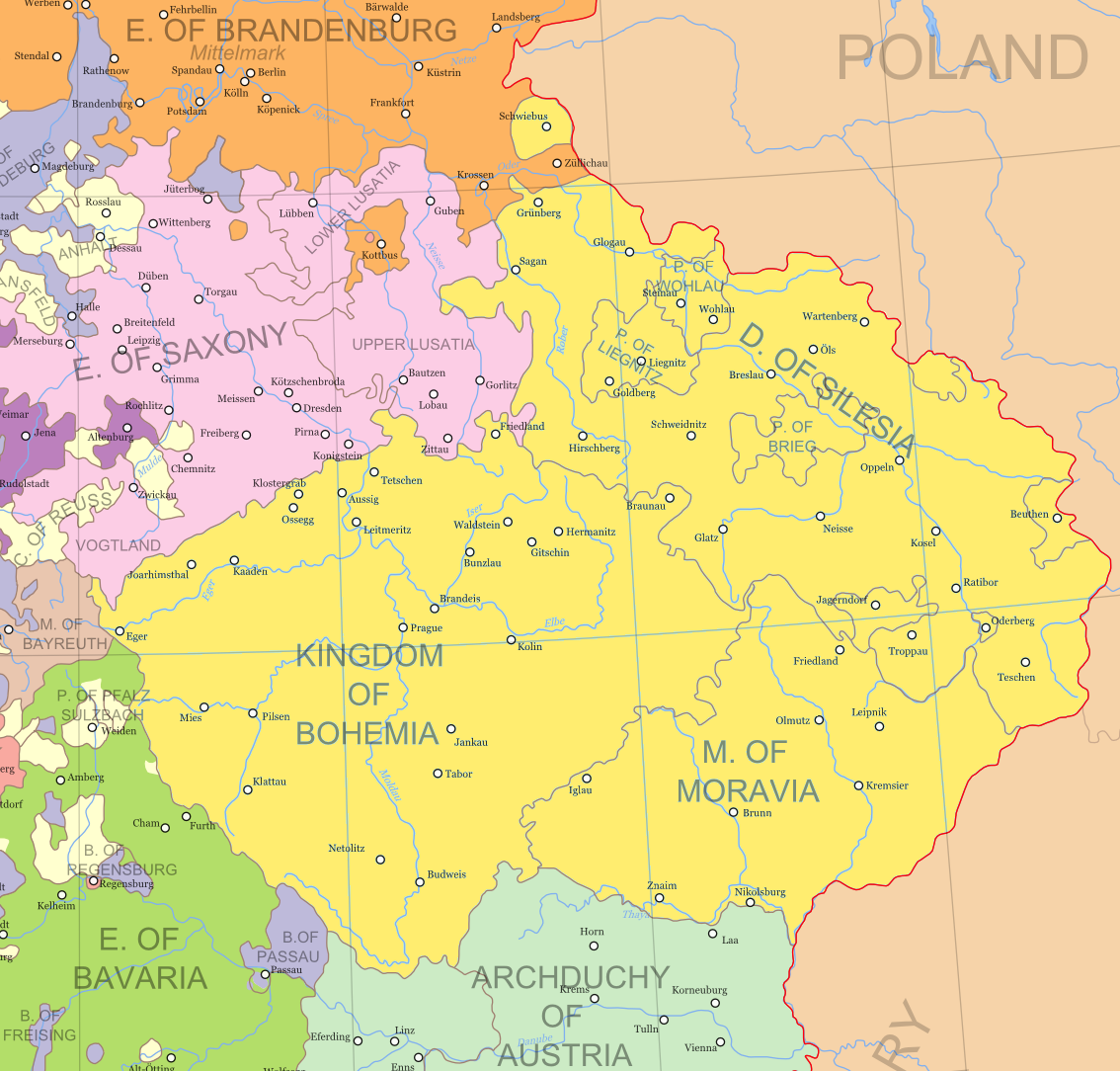
1742年にシュレージエンがブランデンブルク＝プロイセンに割譲されるまで、ハプスブルク家が統治したボヘミア王冠領の地図。

シロンスク・ピャスト家のレグニツァ公フリデリク2世とホーエンツォレルン家のブランデンブルク選帝侯ヨアヒム2世ヘクトルは1537年に継承条約を締結し、シロンスク・ピャスト家が断絶した場合にはホーエンツォレルン家がレグニツァ公国、ブジェク公国、ヴォウフを継承することを定めた。しかし、シロンスク諸公国の宗主であるボヘミア王はハプスブルク家のフェルディナンド1世であり、彼は条約を拒絶し、ホーエンツォレルン家に圧力をかけて条約を拒否させた。1603年、ブランデンブルク選帝侯ヨアヒム・フリードリヒは親族のブランデンブルク＝アンスバッハ辺境伯ゲオルク・フリードリヒからクルノフ公国（ドイツ語でイェーゲルンドルフ公国。シロンスク諸公国の1つ）を継承し、次男ヨハン・ゲオルクに公位を譲った。
1618年にボヘミア反乱が勃発したことで三十年戦争が始まると、ヨハン・ゲオルクはほかのシロンスク諸公国とともに反乱に加担し、カトリックの神聖ローマ皇帝フェルディナント2世に反旗を翻した。反乱は1621年にカトリック側が白山の戦いで勝利したことで鎮圧され、フェルディナント2世はヨハン・ゲオルクの領国を没収し、ヨハン・ゲオルクの死後もその後継者への返還を拒否したが、歴代ブランデンブルク選帝侯は自身こそがクルノフ公国の正当な統治者であると主張し続けた。1675年にシロンスク・ピャスト家最後の君主であるレグニツァ公イェジ・ヴィルヘルムが死去すると、ブランデンブルクの「大選帝侯」フリードリヒ・ヴィルヘルムはレグニツァ、ブジェク、ヴォウフの継承を主張したが、時の皇帝レオポルト1世はフリードリヒ・ヴィルヘルムの主張を無視し、イェジ・ヴィルヘルムの領地を帝国領に併合した。
1685年、オーストリアが大トルコ戦争で戦っている中、レオポルト1世はフリードリヒ・ヴィルヘルムにシュレージエンへの領土主張を取り下げさせ、大トルコ戦争でオーストリアに軍事援助を与える代償として、シュレージエンの飛地であるシュヴィーブスをブランデンブルクに割譲した。しかし、フリードリヒ・ヴィルヘルムの息子フリードリヒ3世（後のプロイセン王フリードリヒ1世。1688年に選帝侯に即位）が父の後を継いで選帝侯になると、レオポルト1世はフリードリヒ・ヴィルヘルム一代限りでシュヴィーブスを割譲したとして、シュヴィーブスの支配権を取り戻した。フリードリヒ3世は負債の一部をレオポルト1世に肩代わりさせることで、この再占領を秘密裏に承認したが、後に合意を反故にし、クルノフ公国と元シロンスク・ピャスト家領への請求を再開した。

### オーストリアの継承問題

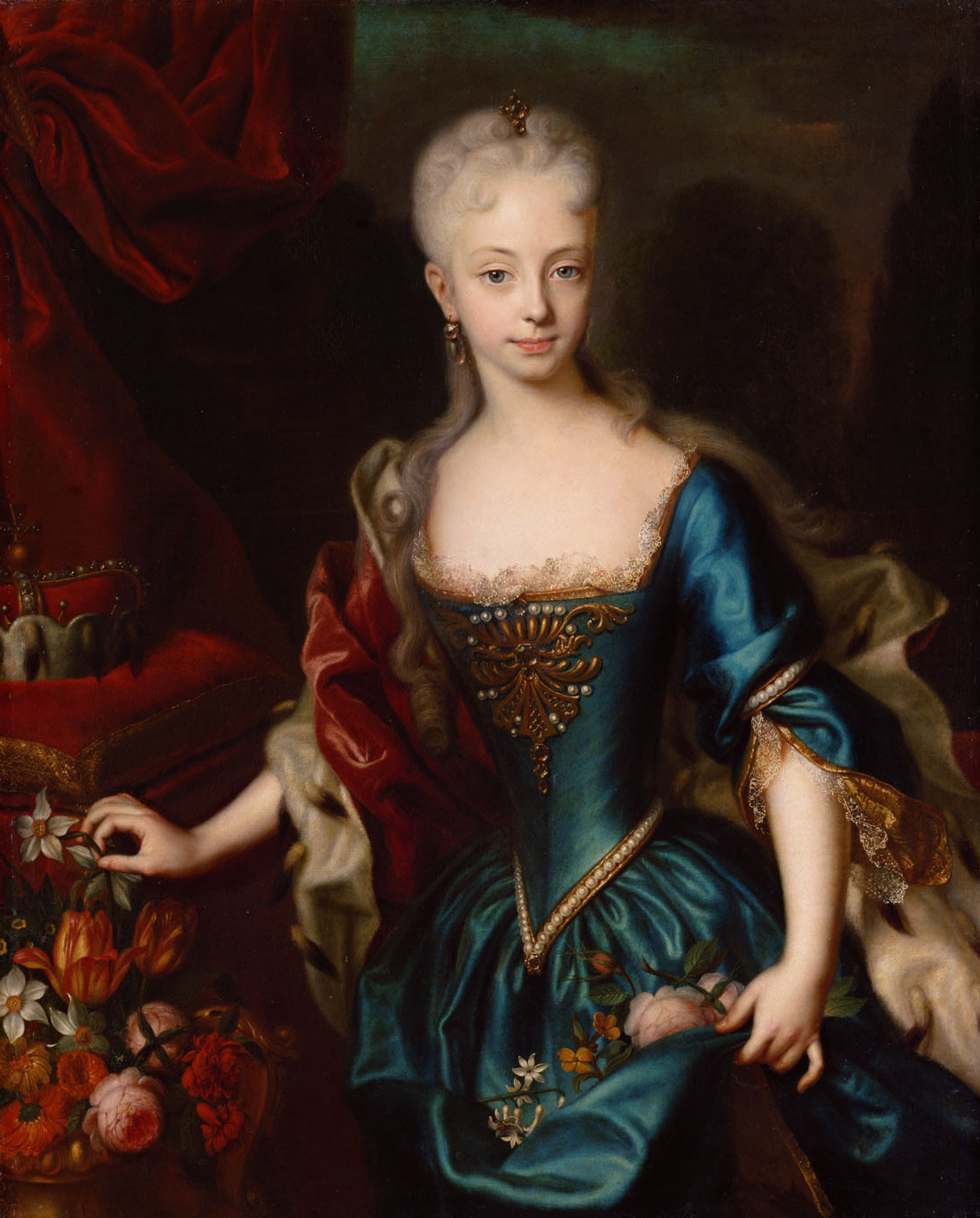
マリア・テレジア (Andreas Møller 画)

時代を下って1740年5月、即位したばかりのプロイセン王フリードリヒ2世は再びシュレージエンの領有を目指した。彼はシュレージエンへの請求が正当であると考え、また父フリードリヒ・ヴィルヘルム1世からよく訓練された大軍であるプロイセン陸軍を継承し、国庫の状態も健全だった。一方、オーストリアは財政状況が悪く、軍も直近のオーストリア・ロシア・トルコ戦争で不名誉な敗北を喫したにもかかわらず増強も改革もなされなかった。ヨーロッパの情勢もプロイセンの先制攻撃に有利だった。グレートブリテン王国とフランス王国はお互いに注目していてヨーロッパ全体を見ておらず、ロシア帝国とスウェーデン王国はハット党戦争で戦っており、バイエルン選帝侯領とザクセン選帝侯領はオーストリアへの継承権を主張できる立場にあるため攻撃に参加する可能性があった。ホーエンツォレルン家による請求権は法律上の開戦事由になったが、実際にはレアルポリティークと地政戦略上の理由が戦争勃発の主因である。
フリードリヒ2世にとって機会となったのは、1740年10月に神聖ローマ皇帝カール6世が男子継承者を残さずに死去したときだった。1713年の国事詔書により、カール6世は長女マリア・テレジアを継承者に定め、マリア・テレジアはカール6世に伴いオーストリアの統治者になり、ハプスブルク帝国のうちボヘミアとハンガリーの領地も継承した。国事詔書はカール6世の存命中にはほとんどの帝国諸侯からの承認を受けたが、多くの諸侯はカール6世の死後すぐに承認を拒否した。フリードリヒ2世はこれを好機とみて、ヴォルテールに「ヨーロッパの古い政治体制を一新する時が来ました」と書き送った。
フリードリヒ2世はシュレージエンが世襲領地ではなく、帝国の王冠領の一部としてハプスブルク家が所有するにすぎないので、国事詔書はシュレージエンには適用されないとした。さらに、父フリードリヒ・ヴィルヘルム1世が国事詔書の承認に同意したとき、その見返りとしてラインラントのユーリヒ公国とベルク公国への請求の支持をとりつけたが、オーストリアがその義務を果たさなかったとした。
一方、バイエルン選帝侯カール・アルブレヒトとザクセン選帝侯フリードリヒ・アウグスト2世はそれぞれカール6世の兄ヨーゼフ1世の娘と結婚しており、この結婚をハプスブルク家領への請求の根拠とした。中でもフリードリヒ・アウグスト2世はアウグスト3世としてポーランド・リトアニア共和国の国王にも就任しており、シュレージエンを領有することで自領であるザクセンとポーランドが一続きになる（同時にブランデンブルクをほぼ包囲する形になる）。この最悪の結果を防ぐためにも、プロイセンは急いで行動を起こさなければならなかった。

### 開戦まで

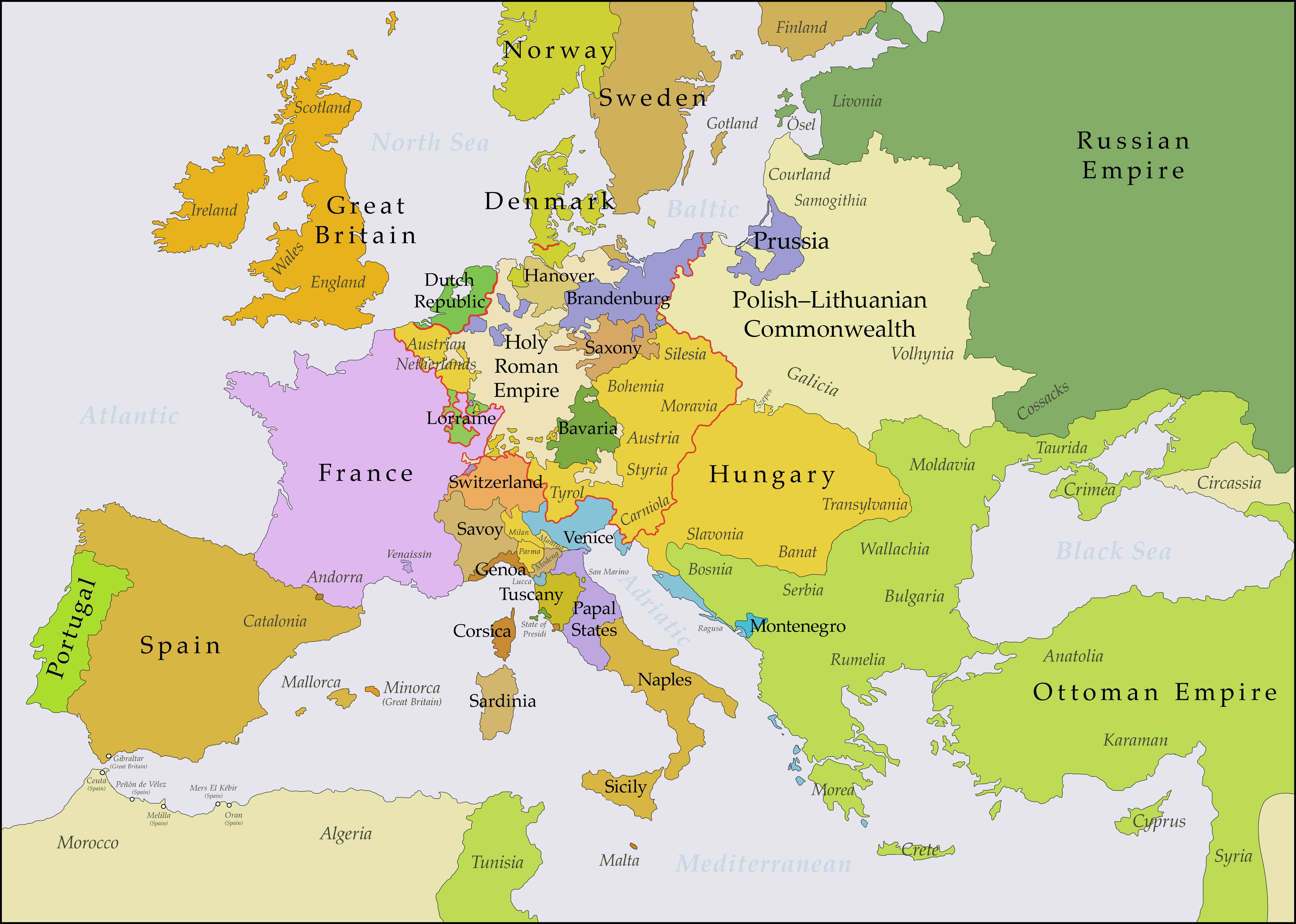
1738年のウィーン条約以降のヨーロッパ。

プロイセンがシュレージエンへの領土請求を再開し、対オーストリア戦争を準備している中、ヨーロッパ諸国も似たような行動をおこした。バイエルン選帝侯カール・アルブレヒトはボヘミア、オーバーエスターライヒ、チロルを請求し、ザクセン選帝侯フリードリヒ・アウグスト2世はモラヴィアと上シュレージエン（オーバーシュレージエン）を請求した。スペイン・ブルボン家のスペイン王国とナポリ王国はイタリア北部のハプスブルク家領を奪取しようとし、ハプスブルク家を伝統的な敵国とみなしていたフランス王国はオーストリア領ネーデルラントの支配を目指した。これにケルン選帝侯領とプファルツ選帝侯領も加わって、ハプスブルク帝国の弱体化か滅亡、およびハプスブルク家のドイツ諸国への優位の消滅を目的とするニンフェンブルク同盟が結成された。
オーストリアはグレートブリテン王国（このときはハノーファー選帝侯領と同君連合を組んでいた）の支持を受け、後にはサルデーニャ王国とネーデルラント連邦共和国もオーストリア支持に回った。エリザヴェータ女帝率いるロシア帝国も対スウェーデン戦争を戦ったという意味で間接的にオーストリアを助けた（スウェーデンはフランスの同盟国）。マリア・テレジアの戦争目的は世襲領地と称号の維持、ならびに夫フランツ・シュテファン・フォン・ロートリンゲンの神聖ローマ皇帝選出を確保してドイツにおける優位を保つことだった。
1740年10月20日にカール6世が死去すると、フリードリヒ2世はすぐに先制攻撃を決めて11月8日にプロイセン陸軍の動員を命じ、12月11日にマリア・テレジアに最後通牒を突き付けてシュレージエンの割譲を要求した。シュレージエン割譲の代償として、フリードリヒ2世はそれ以外のハプスブルク家領への攻撃を防ぐこと、多額の賠償金を支払うこと、国事詔書を承認することと、神聖ローマ皇帝選挙でブランデンブルク選帝侯としての票をフランツ・シュテファンに投じることを提案した。しかし、フリードリヒ2世は返事を待たずにシュレージエンへの進軍を開始した。

## 経過

### シュレージエン侵攻

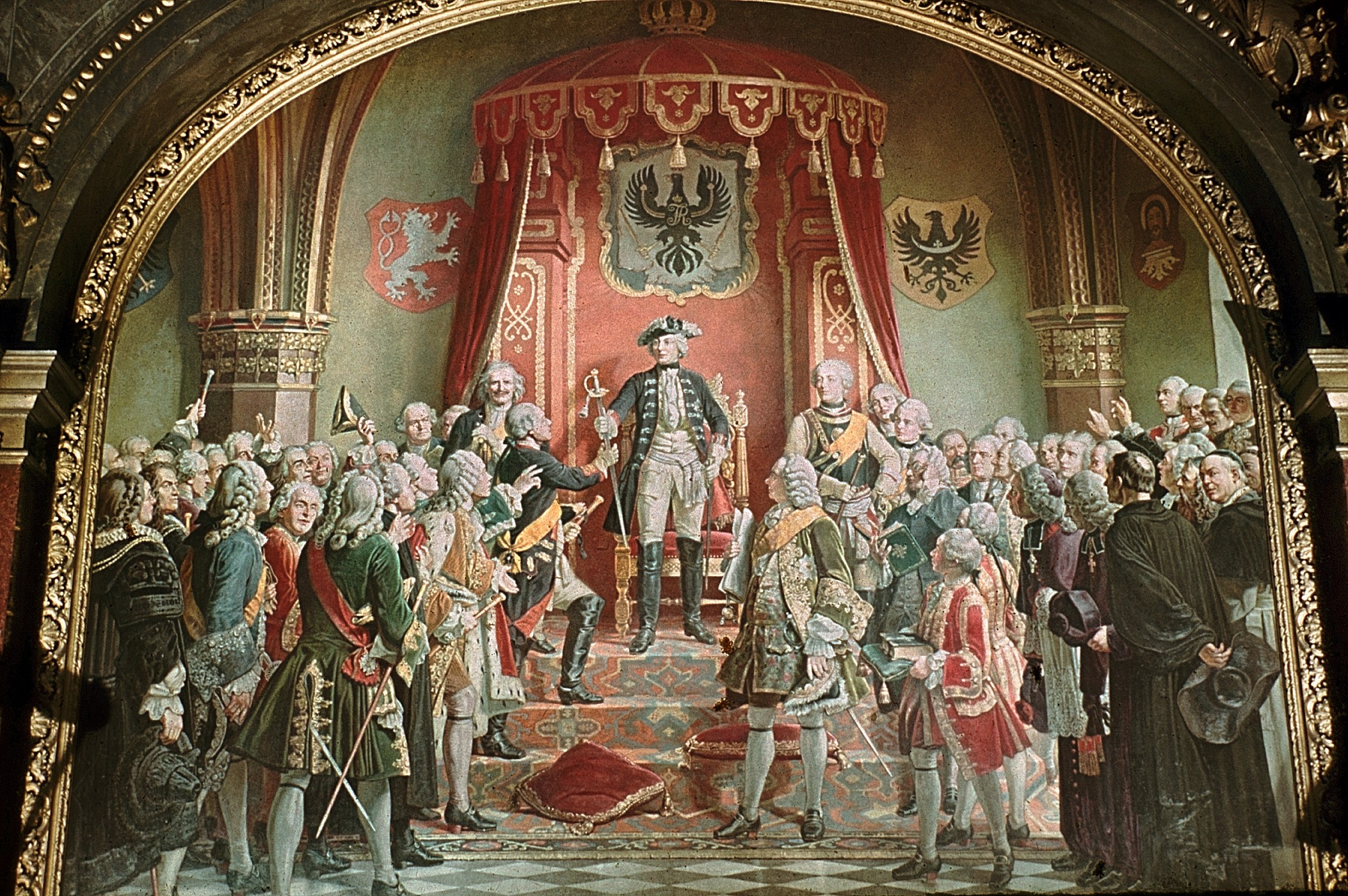
1741年、シュレージエンで臣従儀礼を行うフリードリヒ2世。ヴィルヘルム・カンプハウゼン作、1882年。

プロイセン軍は1740年12月初にオーデル川沿岸で秘密裏に集結した。12月16日、フリードリヒ2世はプロイセン軍を率いて、宣戦布告せずに国境を越えてシュレージエンに侵入した。プロイセン軍の戦力は2個軍団で計2万7千人であり、一方シュレージエンのオーストリア駐留軍はわずか8千人だった。そのため、オーストリア軍の抵抗は弱く、わずかに要塞数か所に守備兵を割り振るしかできなかった。これにより、プロイセン軍は1741年1月2日にはシュレージエンの首府ブレスラウを戦闘もなしに占領し、9日にはオーラウ要塞も抵抗せずに占領された。その後、プロイセン軍はオーラウで冬営に入った。このように、シュレージエンのほぼ全域が1741年1月末までにプロイセンの手に落ち、残るグローガウ、ブリーク、ナイセの3拠点はいずれも包囲された。これはわずか1か月、戦死22人の損害でもって達成したことだった。大王は後の著作で、もし春を待っていたら同じ成果を得るのに3、4年の戦役を必要としただろうと書いており、1740年のシュレージエン急襲は近代の戦史研究で、非常に成功した戦略的奇襲の例、また予想外の重大な敵の攻撃を受ける例としてしばしば取り上げられている。
プロイセン軍は1741年初に冬営を切り上げると、春季攻勢を仕掛け、3月9日にはアンハルト＝デッサウ侯レオポルト2世がグローガウを襲撃して陥落させた。3月末、ヴィルヘルム・ラインハルト・フォン・ナイペルク率いるオーストリア軍約2万人はモラヴィアからズデーテン山地を越えて、4月5日にナイセの包囲を解いたが、その後はプロイセン本軍に阻まれ進軍できなかった。両軍は4月10日にモルヴィッツ村近くで会戦し（モルヴィッツの戦い）、クルト・クリストフ・フォン・シュヴェリーン伯爵率いるプロイセン軍はオーストリア軍の進軍阻止に成功した。両軍ともに大勝したわけではなく、フリードリヒ2世は一時（シュヴェリーンの助言を容れて）捕虜にならないよう逃亡したが、結局オーストリア軍を撤退させたことでプロイセン軍は会戦を自軍の勝利として宣伝した。ブリークは5月4日にプロイセン軍を前に降伏するが、その後はプロイセン本軍がナイセ近くで数か月間野営し、ナイペルク率いるオーストリア軍と対峙するものの実際の戦闘は少なかった。

### 1741年夏から秋にかけての交渉

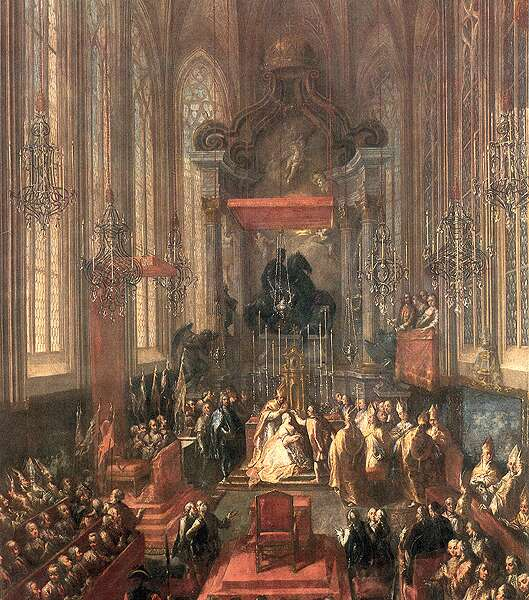
プレスブルクの聖マルティン大聖堂でハンガリー女王として戴冠するマリア・テレジア

ヨーロッパ諸国はオーストリアがモルヴィッツの戦いで敗れ、プロイセン軍の侵攻を阻止できなかったことに勇気づけられ、オーストリアへの攻撃に踏み切った。これにより戦争は単なるシュレージエンをめぐる紛争にとどまらずオーストリア継承戦争に発展した。フランスは1741年6月5日のブレスラウ条約でプロイセンによるシュレージエン奪取を支持、7月にはニンフェンブルク同盟に加入して、スペインとともにバイエルンによるオーストリアへの領土主張を支持した。8月15日、フランス軍はライン川を渡り、ドナウ川でバイエルン軍と合流した後ウィーンへの進軍を開始、スペインとナポリの連合軍はイタリア北部のオーストリア領に攻撃を仕掛けた。オーストリアの同盟国だったザクセンもフランスとの同盟に鞍替えし、イギリスはハノーファーがフランス軍とプロイセン軍に攻撃されないよう中立を宣言した。
マリア・テレジアは自領の諸国に分割されることを防ぐべく、数か月かけて反撃を準備した。まず6月25日にプレスブルクでハンガリー女王として戴冠した後、ハンガリーからの徴兵を試みた。8月にはプロイセンに対し、シュレージエンから撤退する代償として賠償金とネーデルラントにおける領土割譲を提案したが、すぐに拒否された。その間にも諸国はオーストリアへの侵攻を進め、ザクセン軍はボヘミアに侵攻、フランス＝バイエルン連合軍は9月14日にリンツを占領した後、オーバーエスターライヒ経由で進軍、10月にはウィーン近郊まで到着した。フリードリヒ2世はオーストリアの情勢不利に乗じて、ブレスラウでナイペルクとの秘密講和交渉を始めたが、公的にはニンフェンブルク同盟への支持を続けた。
プロイセンはフランスと同盟していたが、オーストリアの破滅によりフランスやバイエルンがドイツの覇権を握ることはフリードリヒ2世も望まなかった。イギリスの催促と仲介により、オーストリアとプロイセンは10月9日にクラインシュネレンドルフの密約と呼ばれる秘密停戦協定を締結した。この密約により、オーストリアとプロイセンはシュレージエンにおける戦闘の継続を装いながら実際には停戦し、オーストリアは年末までに交渉される講和条約で下シュレージエンを割譲することに同意した。その後、ナイペルク率いるオーストリア軍はシュレージエンからオーストリアに呼び戻され、11月初にナイセで見せかけの包囲戦を戦ったのちにナイセを放棄したことで、シュレージエン全体がプロイセンの手に落ちた。

### ボヘミア＝モラヴィア戦役

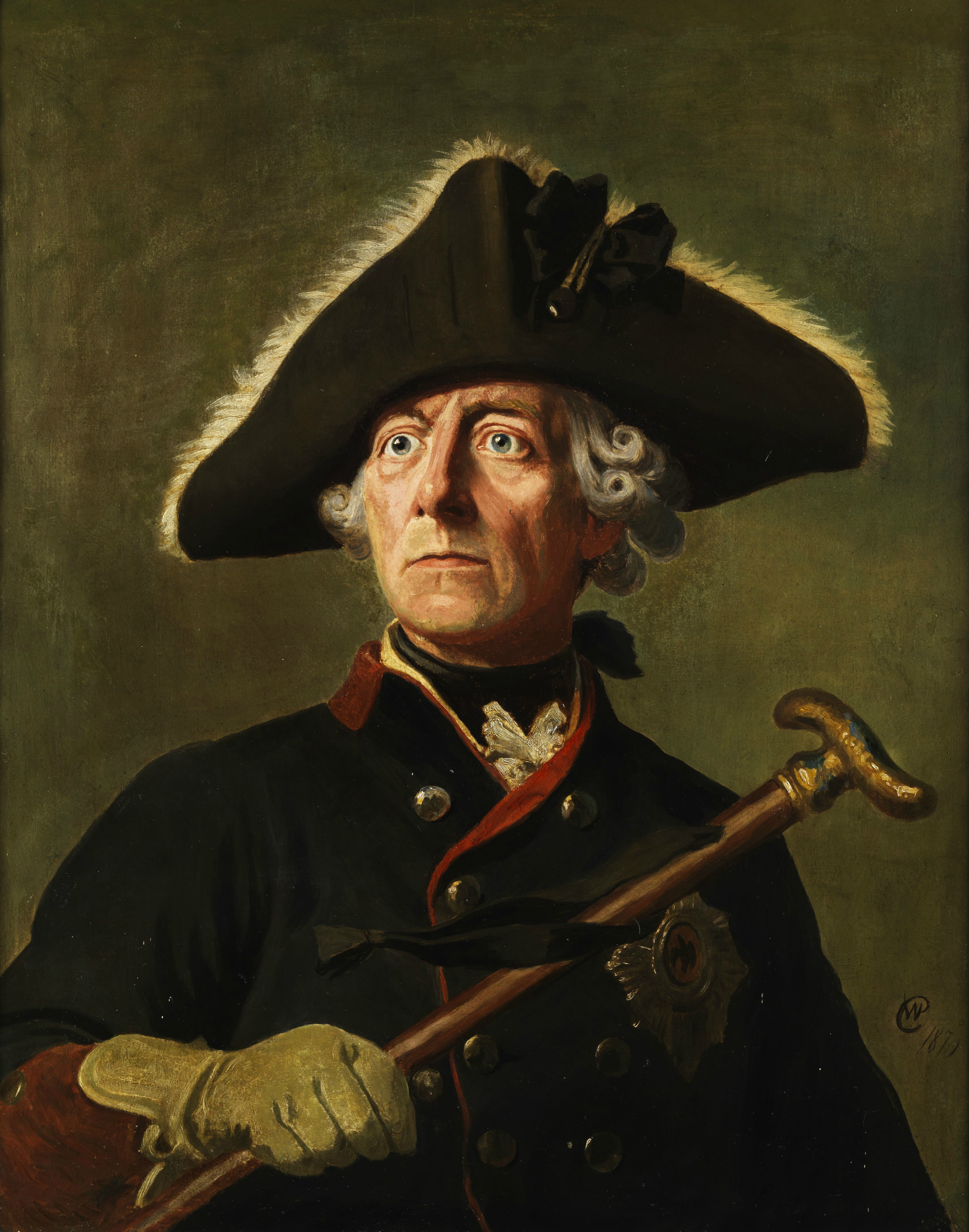
プロイセン国王 フリードリヒ2世 (ヴィルヘルム・カンプハウゼン 画)

10月中旬、バイエルン選帝侯カール・アルブレヒトはフランスからの援軍とともにウィーン近くで野営していて、ウィーンを包囲する用意もできていたが、自身が請求していたボヘミアが一部ザクセンとプロイセンに奪われることを憂慮した。また、フランスはオーストリアを弱体化したかったが滅亡は望まなかったため、ウィーンへの総攻撃に反対した。そのため、バイエルン＝フランス連合軍は10月24日に北へ転進し、プラハに向けて進軍した。これにより、バイエルン、フランス、ザクセン軍は11月にプラハ周辺に集結し、包囲の末11月26日にプラハ城を陥落させた。12月7日にはカール・アルブレヒトがボヘミア王として戴冠した。一方、フリードリヒ2世は11月初にプロイセン領シュレージエンとザクセン領モラヴィアの国境線について交渉し、同時にフランスとバイエルンからプロイセンによるシュレージエン全体とボヘミアのグラーツ伯領の奪取への支持を引き出した。
フランス＝バイエルン連合軍が占領地を拡大する中、フリードリヒ2世は講和交渉で相対的に不利になることを恐れ、オーストリアがクラインシュネレンドルフの密約を公開したと称して協定の無効を宣言した上で南方のボヘミアとモラヴィアに向けて進軍した。12月、シュヴェリーン軍はズデーテン地方を経由してモラヴィアに進軍、27日には首府オルミュッツを占領、レオポルト軍はボヘミア辺境のグラーツ要塞を包囲した。1742年1月、皇帝選挙がフランクフルト・アム・マインで行われ、カール・アルブレヒトは神聖ローマ皇帝に当選した。
1742年2月5日にヴィシャウでザクセン＝フランス連合軍と合流したフリードリヒ2世はモラヴィアを経由してウィーンへの進軍をはじめた。しかし、フランス軍は非協力的な態度をとり、2月15日にイグラウを占領した後ボヘミアへ撤退してしまった。プロイセン軍とザクセン軍はモラヴィアにおけるオーストリア軍の拠点であるブリュンに進軍したが、補給が不足し、オーストリアがブリュンに相当な実力を有する駐留軍を残したため、包囲は進まなかった。ザクセン軍は3月30日に包囲を放棄してボヘミアに撤退、以降7月に戦争から脱落するまでボヘミアに居座った。結局、連合軍がモラヴィア戦役で大した成果を上げられないまま、4月5日にはプロイセン軍もボヘミアと上シュレージエンへ撤退した。
連合軍のモラヴィアへの進軍が失敗すると、カール・アレクサンダー・フォン・ロートリンゲン（フランツ・シュテファンの弟にあたる）はオーストリア・ハンガリー兵3万を率いて、モラヴィア経由でボヘミアへ進軍、プロイセン軍を追い払ってプラハを奪回しようとした。5月初、フリードリヒ2世とレオポルト率いるプロイセン軍2万8千はプラハの南東にあるエルベ川の平原に行軍し、オーストリア軍の進軍を阻止した。5月17日、オーストリア軍がコトゥジッツ近くでレオポルトの軍営に攻撃を仕掛けると戦闘が始まり（コトゥジッツの戦い）、プロイセン軍は勝利したが両軍とも多くの損害を出した。24日にはヨハン・ゲオルク・クリスティアン・フォン・ロプコヴィッツ率いるオーストリア軍がザハーイの戦いでフランス軍に敗れており、これにより連合軍はプラハを完全に確保、オーストリアは連合軍をボヘミアから追い出す手段を持たない状況になった。

### ブレスラウ条約とベルリン条約

1742年のベルリン条約以降のオーストリア領シュレージエン。

コトゥジッツの戦いが終結した後、プロイセンはオーストリアとの単独講和交渉への努力を強め、普墺2国の代表は5月末に再びブレスラウで交渉した。フリードリヒ2世は今度はシュレージエンのほぼ全域とグラーツ伯領を要求し、マリア・テレジアは譲歩したくなかったものの、イギリス公使の第3代ハインドフォード伯爵ジョン・カーマイケルはプロイセンと講和し、対仏戦争に集中するようマリア・テレジアに圧力をかけた。イギリスはオーストリアに多額の資金援助を提供しており、ハインドフォード伯爵はマリア・テレジアがシュレージエンの割譲に同意しなければイギリスの援助を取り上げると脅した。結局マリア・テレジアは折れ、6月11日にプロイセンとブレスラウ条約を締結して第一次シュレージエン戦争を終結させた。
ブレスラウ条約により、オーストリアはプロイセンにシュレージエンの大半とボヘミアのグラーツ伯領を割譲し、これらの領土は19世紀にプロイセンのシュレージエン州として統合された。オーストリアはグラーツ伯領以外のボヘミアを維持、シュレージエンについては南端にあるわずかな領土（クルノフ、オパヴァ、ヌィサ三公国の一部、およびチェシン公国。後のオーストリア領シュレージエン）を維持した。また、プロイセンはシュレージエンの資産を担保にしたオーストリアの負債の一部を肩代わりすることに同意し、オーストリア継承戦争における中立維持にも同意した。これらの合意は1742年7月28日のベルリン条約で正式に確認された。

## 結果
プロイセンは第一次シュレージエン戦争で勝利を収め、約35,000平方kmの土地と約100万の人口を獲得した。これによりプロイセンは多くの資源と多大な名声を得たが、オーストリア継承戦争の最中に2度も単独講和したことはニンフェンブルク同盟を見捨てたに等しく、外交においては当てにならない二枚舌であるという悪名もついてまわった。プロイセンが一時的に脱落したことで、オーストリアは大規模な反撃に打って出ることができ、シュレージエン以外の戦線での失地を回復し始めた外結果外交における情勢も改善した。
一方、プロイセンがシュレージエンを奪取したことで、将来的にはオーストリアとザクセンとの紛争が絶えないという状況を作り出した。マリア・テレジアがシュレージエンを奪回すると決心したことによりわずか2年後には第二次シュレージエン戦争が勃発、さらに10年後には第三次シュレージエン戦争が勃発した。第二次と第三次シュレージエン戦争ではザクセンがオーストリアに味方することとなる。

### プロイセン
オーストリアからの領土割譲により、プロイセンはシュレージエンとグラーツにおける広大な土地を獲得した。人口が多く、工業化の進んだ地域であるため、プロイセンに多くの労働力と税金を貢献することとなる。プロイセンという小国が予想外にハプスブルク帝国を打ち勝ったことにより、プロイセンはバイエルンやザクセンといったドイツ諸侯との競争から脱し、ヨーロッパ列強入りへ一歩進めることとなった。
シュレージエンを奪取したことでプロイセンとオーストリアはお互いに敵愾心を持つことになり、この普墺角逐が1世紀もの間ドイツの政治に大きな影響を及ぼすことになる。ザクセンもプロイセン領シュレージエンの戦略における価値に脅かされ、またプロイセンの強大化を恐れて外交政策を反プロイセンに方向転換した。フリードリヒ2世が単独でニンフェンブルク同盟から脱退し、第二次シュレージエン戦争の終戦においても同様の行動をしたことはフランス宮廷を激怒させ、さらに1756年のウェストミンスター協定でイギリスと英普同盟を締結したことも「裏切り」とされたことにより、フランスは1750年代の外交革命でオーストリアで味方することになった。

### オーストリア
ブレスラウ条約とベルリン条約により、ハプスブルク帝国は最も富裕な地域を失い、地位のより低いドイツ諸侯であるプロイセンに降伏したことはハプスブルク帝国の名声を大きく低下させた。ハプスブルク家が皇帝選挙にも敗北したことでドイツにおける優位は疑問視された。オーストリア陸軍は規律厳粛なプロイセン陸軍に敗れ、1741年末にはニンフェンブルク同盟がハプスブルク帝国を滅ぼさんとするほどの勢いを示した。
しかし、シュレージエン戦線で講和に成功したことで、オーストリア軍は前年に多くの領土を占拠したフランスとバイエルンを押し返すことができた。フランス軍とバイエルン軍は1742年初にドナウ川上流に押し返され、ザクセン軍もベルリン条約が締結された後にボヘミアから撤退、同年末にはオーストリアと講和した。プラハを占領していたフランス＝バイエルン連合軍は孤立し、包囲された末12月にプラハを放棄した。そして、オーストリアは1743年中までにボヘミアへの支配を回復、フランス軍をライン川の向こうにあるアルザス地方に押し返し、さらにバイエルンを占領して皇帝カール・アルブレヒトをフランクフルト・アム・マインに追いやった。